# 及川裸観
及川裸観（おいかわ らかん、1901年12月 - 1988年11月22日）は、「笑いは健康の泉」との信念で全国行脚し健康普及活動を行った日本の人物。本名は清

## 人物・来歴
1901年（明治34年）、岩手県胆沢郡前沢町（現・奥州市）出身、北海道網走市育ち。
健康普及会を組織して、東京都荒川区日暮里に「ニコニコ会館」を開設。ニコニコ裸運動を提唱した。「全身を顔にせよ」と、上半身は裸、半ズボン姿で「薄着は健康のもと」と書かれたのぼりを持ち、たすきがけをして「ワハハ、ワハハ」と笑いながら日本全国を行脚。健康体操の指導、健康相談に一生を捧げた。「羅漢さん」の愛称でも知られた。
1988年（昭和63年）11月22日、荒川区西日暮里の関川病院にて脳梗塞のため死去。

## メディア出演

### CM
- 永谷園 お歳暮セット（1982年）京塚昌子、6代目柳家小さん、北島三郎ほかと共演。テロップでは「及川ラカン」と表示。